# Тіджей ван Гардерен
Тіджей ван Гардерен (нар. 12 серпня 1988, Такома, США) — американський професійний шосейний велогонщик, який починаючи з 2012 року виступає за команду світового туру BMC Racing Team. Чемпіон світу в командній гонці з роздільним стартом 2014 року. Під час сезону живе в Ніцці (Франція).

## Ранні роки
Тіджей ван Гардерен народився в місті Такома (штат Вашингтон), але провів більшу частину свого дитинства в Бозмені, штат Монтана. Його батько голландського походження і він розмовляє голландською дуже добре. Він почав займатися велосипедом у 10 років. Він виграв 10 юніорських національних титулів на шосе (групова гонка, критеріум і гонка з роздільним стартом) і велокросу.

## Кар'єра

### Молодіжні роки (U23, 2007 - 2009)
Першою великою гонкою для ван Гардерена став Тур Каліфорнії 2007, який він поїхав у складі USA National, тоді йому було 18 років. На 4 етапі Тіджей зійшов, не доїхавши тур до кінця. Він виступав в гонках по США і Європі і посів 20 місце в генеральній класифікації Тур де л'Авенір.
2008 року ван Гардерен приєднався до континентальної команди Rabobank. Тоді він жив у Нідерландах і посів друге місце на Флеш-дю-Сюд і Circuito Montañes. Виграв один етап Тур де л'Авенір 2008 і посів 24-те місце в груповій гонці на молодіжному чемпіонаті світу (до 23 років) у Варезе (Італія).
На наступний сезон Тіджей підписав контракт з Team HTC-Columbia.

### HTC-Columbia (2010–2011)

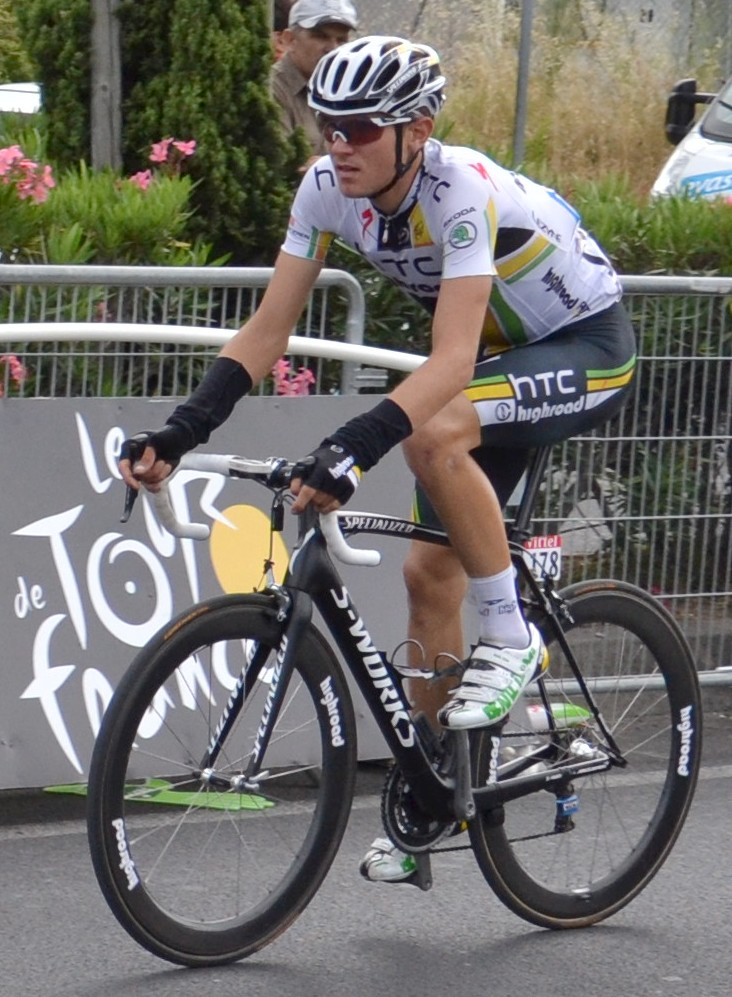
Ван Гардерен на Тур де Франс 2011

#### 2010
Ван Гардерен прийшов у команду, яка впродовж 2009 року мала найбільшу кількість перемог, чим завдячувала спринтерам Маркові Кавендішу і Андре Грайпелю. Фінішував 9-м на своїй першій багатоденці - Вольта Алгарві. На Турі Туреччини 2010 двічі посідав друге місце, у підсумку ставши другим у генеральній класифікації, поступившись 29 секунд Джованні Вісконті.
На Турі Каліфорнії Тіджей був грегарі для Майкла Роджерса. У підсумку сам американець фінішував 28-м, а Роджерс здобув перемогу.
Тіджей поїхав на Крітеріум ду Дофіне, як спільний лідер Team HTC-Columbia з Костянтином Сівцовим і Петером Велітсом. У пролозі він поступився лише Альберто Контадору, потім прийшов 4-м у гонці з роздільним стартом і перемістився на 2-ге місце в загальному заліку. На завершальних гірських етапах втративши час, у підсумку фінішував 3-м у генеральній класифікації.
Наприкінці сезону Ван Гардерен вирушив на Вуельту Іспанії 2010 і провів перші два тижні дуже сильно. Після цього він трохи здав, але залишався сильним грегарі для Петера Велітса, який посів 3-тє місце в генеральній класифікації.

#### 2011
Сезон 2011 спортсмен розпочав з другого місця на 3-му етапі Volta ao Algarve і ще одного другого місця у гонці з роздільним стартом на Турі Швейцарії (позаду Фаб'яна Канчеллари). Сильно проїхавши Тур Каліфорнії, він завоював майку найкращого молодого гонщика. У підсумку був включений до складу команди на Тур де Франс 2011. Це був перший Тур для Тіджея. На ньому він підтримував Тоні Мартіна і Петера Велітса. На 8-му етапі, вигравши гору 2-ї категорії надів майку Короля гір, а також отримав червоний номер, як найбільш агресивний гонщик. Він був першим американцем, який приміряв гірську майку в історії Тур де Франс (Грег Лемонд був першим в гірській номінації на Тур де Франс 1986, але оскільки він був ще й лідером загального заліку, то їхав у жовтій майці, а не в гороховій).

### BMC Racing Team (2012 –)

#### 2012
Після того, як команда HTC-Highroad розпалася, ван Гардерен приєднався до BMC Racing Team разом зі своїм напарником по HTC Марко Пінотті. На початку березня Тіджей виграв майку найкращого молодого гонщика на Париж-Ніцца, утримуючи її всю гонку.
Ван Гардерена обрали до складу на Тур де Франс 2012 як одного з основних грегарі для чинного чемпіона Кедела Еванса. Він проїхав сильно перший тиждень, посівши четверте місце в пролозі і завоювавши білу майку найкращого гонщика до 25 років. Він втратив майку на 7 етапі, найпершому фініші на вершині, поступившись нею Рейну Таарме. Але в розділці на 9-му етапі Тіджей повернув собі майку, посівши четверте місце на етапі. На етапі 11 ван Гардерен спробував допомогти Евансу під час неуспішної довготривалої атаки, за кілька хвилин до свого лідера відірвавшись від групи і якій був володар жовтої майки. Але ця спроба під керівництвом BMC Racing Team провалилась. У той день він довів, що сильніший за Еванса. Зрештою він завершив Тур на п'ятому місці в генеральній класифікації, ставши третім американцем, який виграв змагання молодих гонщиків, після Грега Лемонда на Тур де Франс 1984 і Ендрю Гемпстена на Тур де Франс 1986. У серпні ван Гардерен посів друге місце на USA Pro Cycling Challenge 2012 позаду Крістіана Ванде Вельде з команди Garmin–Sharp. Він виграв другий етап цієї гонки, змагаючись у фінішному спринті вдвох з Ванде Вельде, здобувши при цьому жовту майку лідера. Наступного він віддав її своєю співвітчизникові, забрав назад на четвертому і етапі, й остаточно поступився - на 6-му.

#### 2013

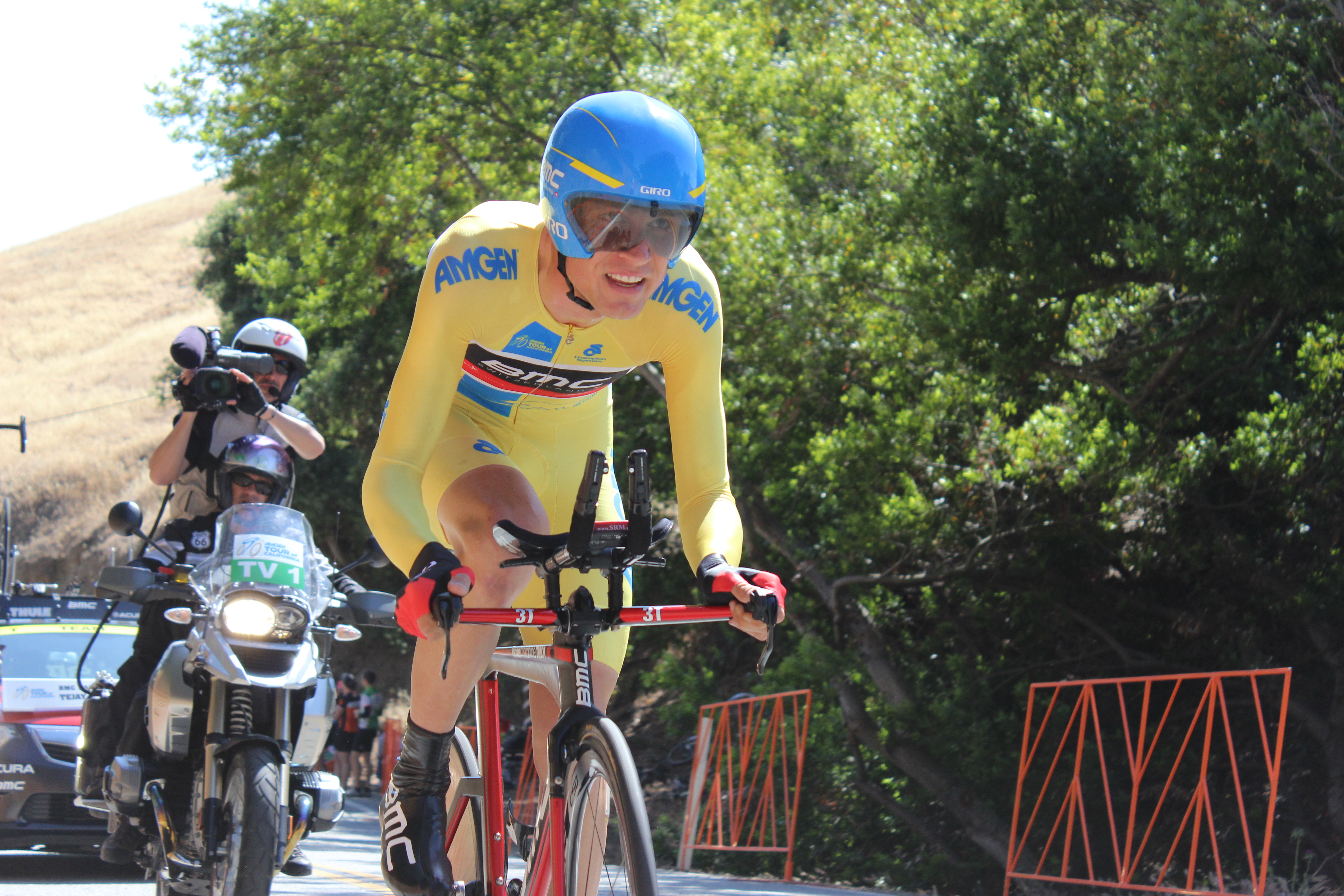
Ван Гардерен на Турі Каліфорнії 2013

Ван Гардерен розпочав сезон 2013 року участь в Турі Сан-Луїса 2013, на якому посів 2-ге місце в генеральній класифікації. Також сильно виступив на початку європейського сезону велоперегонів у березні, завершивши Париж — Ніцца 2013 на четвертому місці і Крітеріум Інтернаціональ 2013 на третьому. У травні ван Гардерен виграв свою першу в кар'єрі велику багатоденку Тур Каліфорнії 2013. Під час неї він виступав добре на всіх ключових етапах, посівши друге місце на другому етапі, фініш якого був розташований на вершині горба, а потім вигравши індивідуальну гонку з роздільним стартом на етапі 6. Захистив своє лідерство на сьомому етапі, з фінішем на вершині гори Діабло. Відчув деякий спад форми на Тур де Франс 2013, де він посів 45-те місце. Потім виграв USA Pro Cycling Challenge 2013, який включав багато високогірної їзди через Колорадо.

#### 2014
Ван Гардерен посів 5-те місце в генеральній класифікації Тур де Франс 2014.

#### 2015
2015 рік ван Гардерен розпочав участю в Турі Оману, де посів друге місце позаду Рафаеля Вальса. Свою першу перемогу того року він здобув на четвертому етапі Вольти Каталунії, який був королівським. Однак він був уже далеко позаду в генеральній класифікації й не зміг втрутитися в боротьбу. У червні взяв участь у Крітеріум ду Дофіне як підготовці до  Тур де Франс. Там він посів друге місце, на 10 секунд відставши від Кріса Фрума. Попри сильний виступ у перші два тижні Тур де Франс, він полишив перегони на етапі 17 через хворобу. До того моменту він посідав 3-тє місце в генеральній класифікації.

#### 2016 – дотепер
Ван Гардерен вирішив не брати участі в Олімпійських іграх 2016 через побоювання, пов'язані з епідемією вірусу Зіка. Його включили в стартовий список Джиро д'Італія 2017. Там він виграв етап 18, що ознаменувало його першу перемогу на етапах Гранд-Туру.

## Кар'єрні досягнення

### Основні результати
2006
1-й  командна гонка з роздільним стартом, Чемпіонат США серед юніорів
2008
1-й на етапі 5 (TTT) Вольта Льєйди
2-й — Flèche du Sud
1-й на етапі 2
2-й — Circuito Montañés
4-й — Гран-прі Гійома Телля
1-й на етапі 4
8-й — Тур де л'Авенір
1-й на етапі 9
2009
1-й  Тур дю От-Анжу
1-й  Circuito Montañés
2-й — Tour des Pays de Savoie
2-й — Тур де л'Авенір
3-й — Тур Олімпії
1-й пролог (TTT) і етап 5
6-й — Весняний трофей Істрії
7-й De Vlaamse Pijl
2010
1-й на етапі 1 (TTT) Вуельта Іспанії
2-й — Тур Туреччини
3-й — Крітеріум ду Дофіне
4-й — Tour de l'Ain
1-й  Класифікація молодих гонщиків
9-й — Вольта Алгарві
2011
1-й на етапі 3 (ITT) Тур Юти
2-й — Вольта Алгарві
3-й — USA Pro Cycling Challenge
1-й  Класифікація молодих гонщиків
5-й — Тур Каліфорнії
1-й  Класифікація молодих гонщиків
2012
2-й Роздільна шосейна гонка, чемпіонат США
2-й — USA Pro Cycling Challenge
1-й на етапі 2
Чемпіонат світу з шосейних велоперегонів
2-й  Командна гонка з роздільним стартом
4-й Роздільна шосейна гонка
4-й — Тур Каліфорнії
5-й — Тур де Франс
1-й  Класифікація молодих гонщиків
5-й — Париж — Ніцца
1-й  Класифікація молодих гонщиків
7-й — Вольта Алгарві
2013
1-й  Тур Каліфорнії
1-й на етапі 6 (ITT)
1-й  USA Pro Cycling Challenge
1-й на етапі 5 (ITT)
2-й — Тур Сан-Луїса
3-й — Крітеріум Інтернаціональ
1-й  Класифікація молодих гонщиків
4-й — Париж — Ніцца
7-й — Тур Швейцарії
2014
1-й  Командна гонка з роздільним стартом, Чемпіонат світу з шосейних велоперегонів
1-й  USA Pro Cycling Challenge
1-й на етапах 3 і 6 (ITT)
2-й — Тур Оману
3-й — Вольта Каталунії
1-й на етапі 4
5-й — Тур де Франс
6-й — Тур Країни Басків
2015
1-й на етапі 9 (TTT) Тур де Франс
1-й на етапі 1 (TTT) Вуельта Іспанії
1-й на етапі 4 Вольта Каталунії
2-й — Тур Оману
2-й — Крітеріум ду Дофіне
1-й на етапі 3 (TTT)
2016
1-й на етапі 1 (TTT) Тіррено — Адріатіко
2-й — Вуельта Андалусії
1-й на етапі 4 (ITT)
5-й — Вольта Каталунії
6-й — Тур Швейцарії
1-й на етапі 7
7-й Вуельта Мурсії
10-й — Тур Романдії
2017
1-й на етапі 18 Джиро д'Італія
1-й на етапі 1 (TTT) Вуельта Іспанії
1-й на етапі 1 (TTT) Тіррено — Адріатіко
5-й — Вольта Каталунії
1-й на етапі 2 (TTT)
6-й — Тур Романдії

#### Результати в генеральній класифікації
| Результати в генеральній класифікації Гранд-туру           |      |      |      |      |      |      |      |      |
| Гранд-тур                                                  | 2010 | 2011 | 2012 | 2013 | 2014 | 2015 | 2016 | 2017 |
| Джиро д'Італія                                             | —    | —    | —    | —    | —    | —    | —    | 20   |
| Тур де Франс                                               | —    | 82   | 5    | 45   | 5    | DNF  | 29   | —    |
| Вуельта Іспанії                                            | 35   | —    | —    | —    | —    | DNF  | DNF  | IP   |
| Результати в генеральній класифікації основних багатоденок |      |      |      |      |      |      |      |      |
| Перегони                                                   | 2010 | 2011 | 2012 | 2013 | 2014 | 2015 | 2016 | 2017 |
| Париж — Ніцца                                              | —    | 31   | 5    | 4    | DNF  | 16   | —    | —    |
| Тіррено — Адріатіко                                        | —    | —    | —    | —    | —    | —    | 25   | 21   |
| Вольта Каталунії                                           | 62   | —    | DNF  | —    | 3    | 30   | 5    | 5    |
| Тур Країни Басків                                          | —    | 65   | —    | DNF  | 6    | 11   | —    | —    |
| Тур Романдії                                               | —    | —    | DNF  | —    | DNF  | —    | 10   | 6    |
| Крітеріум ду Дофіне                                        | 3    | —    | 14   | —    | 13   | 2    | —    | —    |
| Тур Швейцарії                                              | —    | 11   | —    | 7    | —    | —    | 6    | 35   |

| —   | Не брав участі |
| DNF | Не фінішував   |